# No Place That Far (bài hát)
"No Place That Far" là bài hát được đồng sáng tác và thu âm bởi ca sĩ nhạc đồng quê người Mỹ Sara Evans. Năm 2000, bài hát được thu âm bởi Westlife trong album Coast to Coast của họ.

## Bảng xếp hạng
| Bảng xếp hạng (1998–1999)            | Vị trí cao nhất |
| ------------------------------------ | --------------- |
| Canada Country Tracks (RPM)          | 4               |
| Hoa Kỳ Billboard Hot 100             | 37              |
| Hoa Kỳ Hot Country Songs (Billboard) | 1               |

### Bảng xếp hạng cuối năm
| Bảng xếp hạng (1999)         | Vị trí |
| ---------------------------- | ------ |
| Canada Country Tracks (RPM)  | 29     |
| US Country Songs (Billboard) | 26     |